# Harbourfront Landmark
The Harbourfront Landmark est un gratte-ciel de Hong Kong terminé en 2001.
Il mesure 232,6 mètres de haut pour 66 étages.